# Gottlieb Wilhelm Gerlach
Gottlieb Wilhelm Gerlach, auch: Johann Gottlieb Wilhelm Gerlach (* 3. November 1786 in Osterfeld (bei Naumburg); † 1. Oktober 1864 in Halle (Saale)), war ein deutscher Philosoph und Bibliothekar. 

## Herkunft
Gottlieb Wilhelm Gerlach war das vierte von neun Kindern des Ehepaares Carl Heinrich Gerlach und Johanna Rebecca, geb. Dechant. Beide hatten am 7. November 1780 geheiratet. Carl Heinrich Gerlach, Sohn eines Schuhmachermeisters aus Zeitz, versah in Osterfeld die Stellen eines Lehrers und Kantors, sein Schwiegervater war ein ortsansässiger Schwarz– und Schönfärber.

## Laufbahn
Gerlach besuchte das Gymnasium der Domschule in Naumburg, bezog am 8. Mai 1807 die Universität Wittenberg, wo er sich an der philosophischen Fakultät am 17. Oktober 1809 den akademischen Grad eines Magisters erwarb. Nachdem er am 6. März 1811 mit der Dissertation „De discrimine, quod intercedit inter Schellinglii et Plotini doctrinam de numine summo“ disputiert hatte, wurde er am 8. März 1811 als Magister legens habilitiert. Bis zum Jahr 1813 stieg die Zahl seiner Studenten auf 80, was fast einem Fünftel der damals in Wittenberg Immatrikulierten entsprach.
Neben seinen Vorlesungen übernahm er als Kustos die Wittenberger Universitätsbibliothek. In dieser Eigenschaft überführte er die gesamte Bibliothek nach Dresden, als die militärischen Aktionen der Befreiungskriege Wittenberg bedrohten. Allerdings gelangte die Bibliothek nicht nach Dresden, sondern wurde in Seußlitz von den Franzosen aufgehalten und dort in der Nähe auf einem Rittergut verwahrt. Da er sich für die Rettung der Bibliothek eingesetzt hatte, wurde er zum Oberbibliothekar ernannt. 
Es war abzusehen, dass die Wittenberger Akademie nicht weiter fortbestehen konnte. Daher begab er sich bereits 1816 nach Halle, um Privatvorlesungen zu halten. Dort wurde er an der zusammengelegten Universität Halle-Wittenberg am 12. Juni 1817 zum außerordentlichen und am 15. März 1819 zum ordentlichen Professor der Philosophie ernannt. Zuvor hatte er bereits das Angebot der Universität Heidelberg auf die Nachfolge Hegels abgelehnt. Später versuchte auch die Universität Marburg ihn abzuwerben. Dennoch wurden seine veralteten Vorlesungen von den Studenten gemieden. 
In seinen Schriften wandte er sich gegen den Idealismus des Immanuel Kant und orientierte sich an den Tatsachen des Bewusstseins und Gefühls. Er griff damit maßgeblich auf die Systeme von Christian Wolff und Friedrich Heinrich Jacobi zurück. 1826 und 1836 verwaltete er das Rektorat der Hallenser Hochschule. Gerlach war der letzte in Halle lehrende Dozent, der noch aus Wittenberg übernommen wurde. Anlässlich seines 50-jährigen Doktorjubiläums am 27. August 1859 erschien eine Publikation über die Rettung der Universitätsbibliothek mit einem Nachwort Gerlachs. Herausgeber war der Schochwitzer Pfarrer W. R. Lange, ein Schwiegersohn des Geehrten. Auch die Hallische Zeitung würdigte ihn.

## Privates
Gerlach erwarb am 15. Juli 1828 das Haus Große Märkerstraße 4 (damals Nr. 407) in Halle und erhielt somit das Bürgerrecht. Er hatte drei Töchter und zwei Söhne. Theodor, der jüngere, starb bereits 1835 im Alter von etwa 11 Jahren am Nervenfieber. Gerlachs Enkelin Margaret Lange war die Ehefrau von Edmund J. James, Präsident der University of Illinois.
Seine letzten Lebensjahre verbrachte Gerlach zurückgezogen im Haus Töpferplan 1 am Leipziger Turm. Dort starb er fast 78-jährig an der „Wassersucht“.

## Werkauswahl
- Anleitung zu einem Zweckmässigen Studium der Philosophie mit Hinsicht auf ihr Verhältniss zu den Facultätswissenschaften, vorzüglich für angehende Studirende auf Universitäten. Zimmermann, Wittenberg 1813. (Digitalisat)
- Grundriss der Fundamental-Philosophie. Zum Gebrauch bei Vorlesungen. Gebauer, Halle 1816. (Digitalisat)
- Grundriss der Logik, zum Gebrauch bei Vorlesungen. Gebauer, Halle 1817. (Digitalisat)
- Grundriss der Religions-Philosophie, zum Gebrauch bei seinen Vorlesungen. Gebauer, Halle 1818. (Digitalisat)
- Grundriss der philosophischen Tugendlehre, zum Gebrauch bei seinen Vorlesungen. Gebauer, Halle 1820. (Digitalisat)
- Grundriss der philosophischen Rechtslehre. Gebauer, Halle 1824. (Digitalisat)
- Grundriss der Metaphysik, zum Gebrauch bei Vorlesungen. Gebauer, Halle 1826. (Digitalisat)
- Lehrbuch der philosophischen Wissenschaften. 2 Bände. Gebauer, Halle 1826. (Digitalisat Band 1: Fundamentalphilosophie. Logik. Metaphysik), (Digitalisat Band 2 (1831): Tugendlehre. Rechtslehre. Religionsphilosophie)
- System der Philosophie. 1: Die Hauptmomente der Philosophie in encyklopädischer Uebersicht dargestellt. Gebauer, Halle 1843. (Digitalisat)